# システムメトリックス
システムメトリックス株式会社（英: System Metrix Co.,Ltd.）は、愛知県名古屋市中区に本社を置きCADシステムの企画開発、コンサルティングを専門に担う日本の企業。

## 沿革
- 1999年9月 - システムメトリックス株式会社を設立。
- 2000年2月 - DesignMetrixの販売開始。
- 2000年10月 - 本社事務所移転。
- 2001年1月 - MCコンバータの販売開始。
- 2001年12月 - ArchJの販売開始。
- 2003年7月 - 東京営業所を新宿に開設。
- 2003年12月 - Web対応のIJ IntelliCAD.Web販売開始。
- 2004年11月 - E・PLUS 販売開始。SDM 販売開始。
- 2005年2月 - 「無料CADデータ変換サービス」サイトを開設。
- 2005年12月 - 資本金を4,000万円に増資。
- 2010年11月 - 神戸営業所を元町に開設。
- 2013年8月 - 東京営業所を八丁堀に移転。
- 2014年9月 - 神戸営業所を三ノ宮に移転。

## 主な製品
- DesignMetrix
  - 自動設計。2次元パラメトリックツール。
- MCコンバータ
  - MICRO CADAM ⇒AutoCAD データ変換ツール。
- IJCAD.Web
  - ASP・SaaS対応のIntelliCADをベースとした2次元汎用CAD。
- CADデータ変換サービス（無償）
  - DWG DXF JWWなどのCADデータの変換を行うサービス。